# Tōkai (Ibaraki)
Tōkai (jap. 東海村 -mura) ist ein Dorf, etwa 120 km nördlich von Tokio, im Landkreis Naka in der Präfektur Ibaraki in Japan.

## Geographie
Tōkai liegt zwischen den beiden Flüssen Kujigawa (jap. 久慈川) im Norden und Shinkawa (jap. 新川) im Süden. Der nördliche Teil entlang des Kuji und der Tieflandbereich im Osten bestehen aus Schwemmland, das auch für den Reisanbau genutzt wird. Die Hochebene liegt 20 bis 30 Meter über dem Meeresspiegel; trockene alluviale Flächen sowie Tieflandwälder dehnen sich nach Osten mit einer sanften Neigung zum Pazifik aus.

## Geschichte
Die Naturkatastrophe des Tōhoku-Erdbebens am 11. März 2011 mit dem nachfolgenden Tsunami forderte in Tōkai sechs Tote. 28 Wohngebäude wurden völlig und 158 weitere teilweise zerstört.

## Nuklearindustrie
In Tōkai stehen das Kernkraftwerk Tōkai sowie die nationale Wiederaufarbeitungsanlage für abgebrannte Brennelemente aus Kernkraftwerken. Sie bildet zusammen mit weiteren Anlagen und Instituten einen großen kerntechnischen Komplex. Mit dem Bau der Wiederaufarbeitungsanlage, die für einen Jahresdurchsatz von 210 t ausgelegt ist, wurde 1971 begonnen. Im September 1977 begann der heiße Versuchsbetrieb, im Januar 1981 erfolgte die volle Inbetriebnahme. Schon frühzeitig war geplant, die in Tōkai gewonnenen Erfahrungen für die Errichtung und den Betrieb einer kommerziellen Anlage zu nutzen. Diese ist derzeit in Rokkasho im Bau. Die Anlage in Tōkai soll künftig in verstärktem Maße Forschungs- und Entwicklungsaufgaben übernehmen.
Am 11. März 1997 kam es durch einen Brand in der Verfestigungsanlage zum bis dahin schwersten Atomunfall in Japan. 37 Arbeiter wurden kontaminiert. In der 60 Kilometer entfernten Stadt Tsukuba wurden eine Woche später „drastisch erhöhte Werte des radioaktiven Gamma-Strahlers Cäsium im Regenwasser“ festgestellt. Der laut Georg Blume damals „einflußreichste Politiker“ Japans Seiroku Kajiyama (LDP) meinte: „‚Wir haben über vierzig Jahre lang zuviel Vertrauen in die Atomindustrie gesetzt.‘“ Der Unfall wurde schließlich nach Stufe drei der Internationalen Bewertungsskala für nukleare Ereignisse qualifiziert.
Am 30. September 1999 ereignete sich in der Brennelementefabrik der Japan Nuclear Fuel Concersion Company der Nuklearunfall von Tōkaimura. Beim Befüllen eines Salpetersäure-Tanks mit ca. 16 kg hoch angereichertem Uranoxid wurde die Kritikalität überschritten und es kam zu einer nuklearen Kettenreaktion. Die drei Techniker, die den Tank befüllten, als es zum Kritikalitätsstörfall kam, wurden schwer verstrahlt, zwei von ihnen, die einer Strahlungsdosis von 17 Sv bzw. 10 Sv ausgesetzt gewesen waren, starben nach 83 Tagen bzw. 7 Monaten an den Folgen. Es wurden insgesamt über 660 andere Mitarbeiter, Helfer und Anwohner erhöhter Strahlung ausgesetzt. Auf der Internationalen Bewertungsskala für nukleare Ereignisse wird der Unfall auf der Stufe 4 eingeordnet.

## Städtepartnerschaften
- Idaho Falls, Idaho, USA

## Söhne und Töchter des Dorfs
- Masaru Hashimoto (* 1945), Gouverneur der Präfektur Ibaraki

## Angrenzende Städte und Gemeinden
- Hitachi
- Naka
- Hitachinaka